# Herold

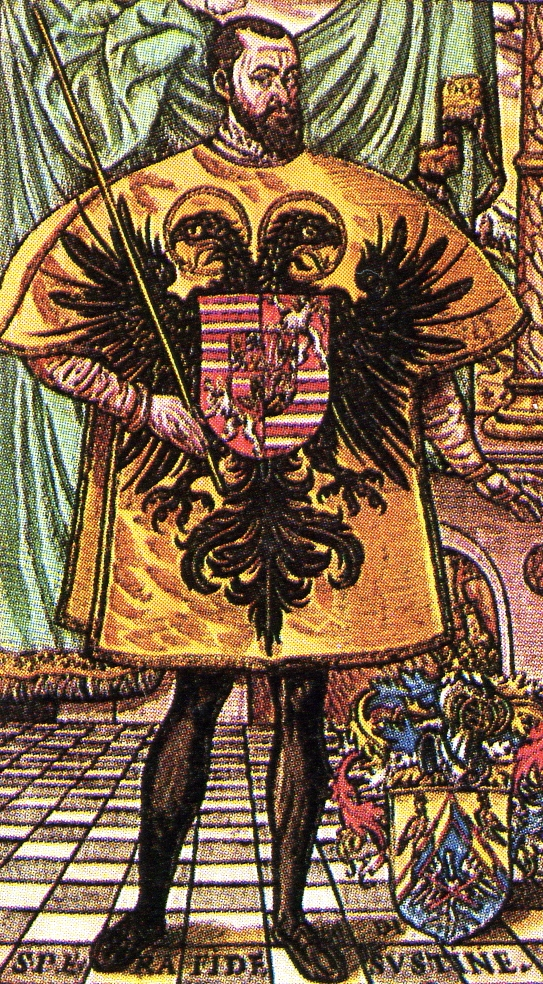
Herold Svaté říše římské

Herold je profesionální autorita – vykladač a znalec užívání erbů. Jako autorita rozhodoval i v genealogických záležitostech šlechtických rodů. Heroldi vytvořili blason – popis znaku pomocí speciálního heraldického názvosloví.

## Povinnosti heroldů

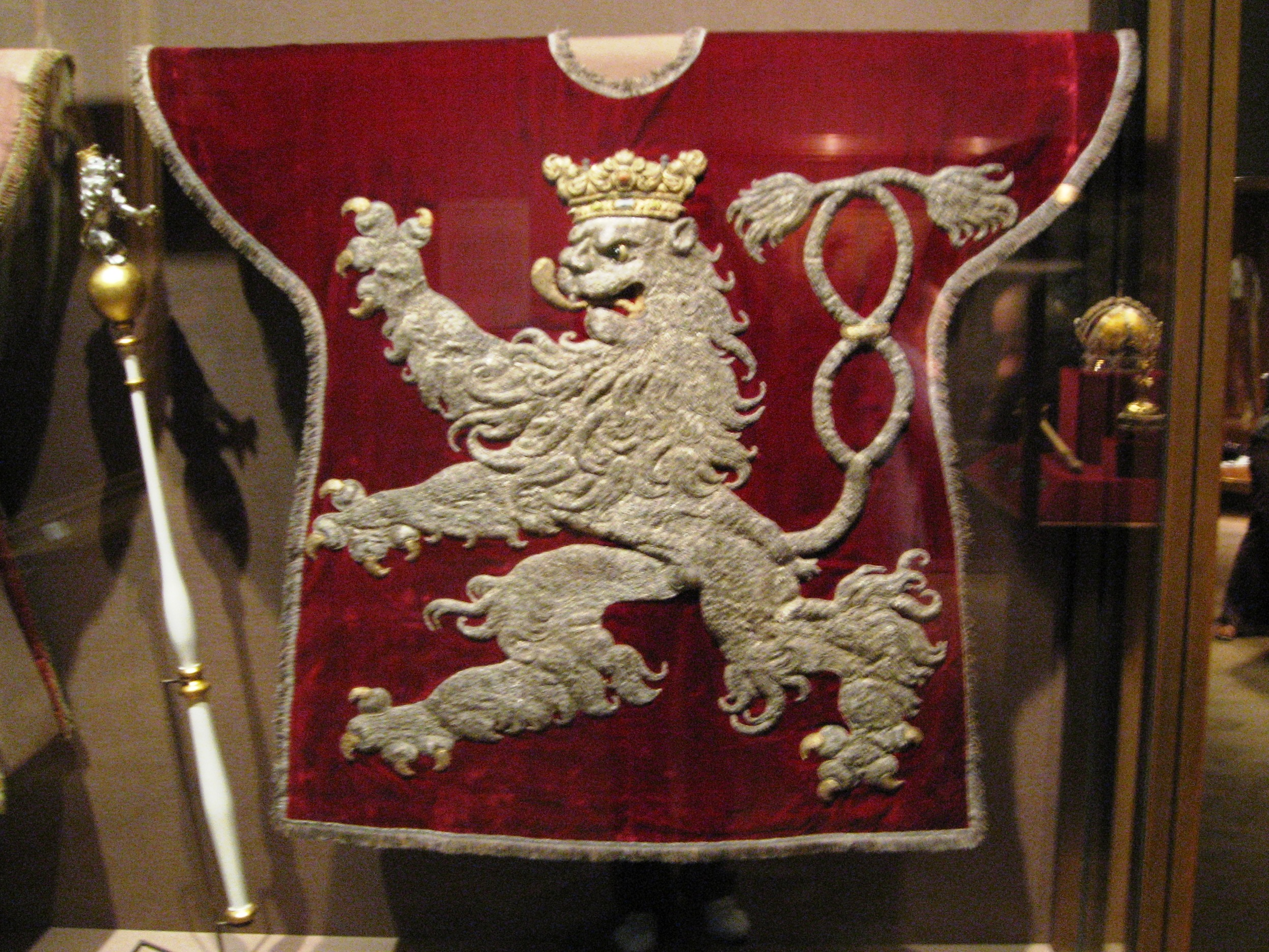
Tabard herolda Českého království

Heroldi byli od poloviny 12. století na panovnických a šlechtických dvorech ceremoniáři, vyhlašující zprávy a právní rozhodnutí. Byli i posly, pořádkovou stráží a také příležitostními básníky. Na rytířských turnajích ohlašovali soupeře, rozhodovali o tom, zda užívají správné znaky a klenoty na přilbicích, dbali na dodržování pravidel a vyhlašovali vítěze.
Povinnosti heroldů se během vývoje měnily. Heroldi jako znalci erbovních zvyklostí a znaků byli od 15. stol. významnou právní autoritou, rozhodovali při erbovních sporech a odpovídali za unikátnost přiděleného erbu.
Heroldi postupně vytvořili vlastní hierarchii, rozlišující 3 stupně: králové, vlastní heroldi a persevanti (pomocníci). V čele heroldů stál král heroldie. Heroldi byli jmenováni panovníkem. Neužívali rodová jména, ale speciální úřední pseudonymy, které byly voleny podle názvu zemí, podle erbovních obrazů či podle tinktur, hesel a odznaků.
Služba herolda trvala 3-7 let a během ní působili heroldi i jako poslové a diplomati. Nosili zvláštní oděv - tabard. Tvořila ho košile ve tvaru dalmatiky vpředu s vyšitým znamením pána, heroldská hůl a heroldský klobouk.

## Původ slova
Herold pochází z řeckého herméneus a latinského heraldus. Starogermánské hariowisus značí znalce symboliky pohanských kultů, rodových a kmenových božstev a jejich rodokmenů.
V současné době se o záležitosti heraldiky starají speciální úřady. V současných monarchiích se kromě otázek spojených s heraldikou starají heroldové (či ekvivalentní úřady) o korunovace, sněmy, královské sňatky, pohřby a jiné státní obřady.

## Udělování komunálních symbolů v ČR
V Česku má předseda Poslanecké sněmovny na základě zákona o obcích pravomoc udělovat komunální symboly - znak a vlajku. Udělení symbolu doporučí předsedovi Výbor pro vědu, vzdělání, mládež a tělovýchovu na základě projednání v jeho Podvýboru pro heraldiku a vexilologii. Předseda pak svým rozhodnutím symboly udělí a během slavnostního aktu předá zástupcům obcí rozhodnutí spolu s popisy symbolů. Teprve předáním mohou obce symboly používat. Obecné symboly jsou registrovány v systému REKOS, který rovněž zajišťuje evidenci žádostí o udělení symbolů.